# Abyssocapitella commensalis
Abyssocapitella commensalis är en ringmaskart som beskrevs av Buzhinskaja och Smirnov 2000. Abyssocapitella commensalis ingår i släktet Abyssocapitella och familjen Capitellidae. Inga underarter finns listade i Catalogue of Life.